# São Sebastião do Oeste (ort)
São Sebastião do Oeste är en ort i Brasilien.   Den ligger i kommunen São Sebastião do Oeste och delstaten Minas Gerais, i den sydöstra delen av landet, 600 km sydost om huvudstaden Brasília. São Sebastião do Oeste ligger 789 meter över havet och antalet invånare är 5 805.
Terrängen runt São Sebastião do Oeste är platt, och sluttar österut. Runt São Sebastião do Oeste är det glesbefolkat, med 10 invånare per kvadratkilometer.. Närmaste större samhälle är Divinópolis, 18,9 km nordost om São Sebastião do Oeste.
Omgivningarna runt São Sebastião do Oeste är huvudsakligen savann.